# KERS

Princip KERS.

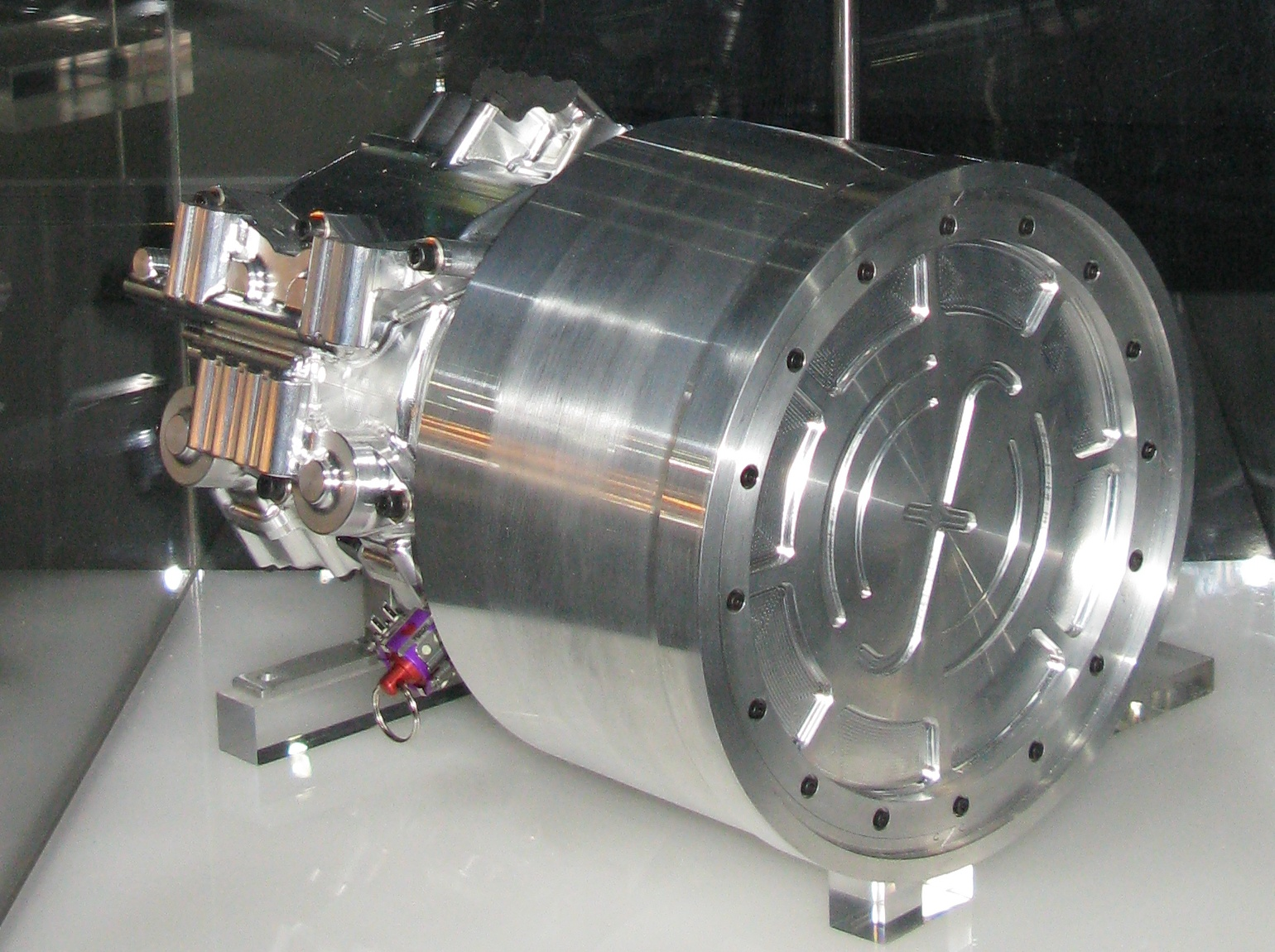
Flybrid Systems KERS per Formula 1

Il KERS, acronimo di Kinetic Energy Recovery System (in italiano “sistema di recupero dell'energia cinetica”) è un dispositivo elettromeccanico atto a recuperare parte dell'energia cinetica di un veicolo durante la fase di frenata e a trasformarla in energia meccanica o elettrica, nuovamente spendibile per la trazione del veicolo o per l'alimentazione dei suoi dispositivi elettrici.

## Descrizione
Durante la frenata di un veicolo, l'energia cinetica che deriva da tale decelerazione è dispersa in calore per attrito del sistema frenante. Tale energia può essere intercettata da un meccanismo ad alto momento di inerzia come un volano oppure immagazzinata in un accumulatore o una batteria e venire impiegata in un secondo momento, per esempio in fase di accelerazione del veicolo o comunque quando si abbia bisogno di una riserva di energia per aumentare le prestazioni del mezzo.

### Componenti
Il sistema KERS è costituito da:
- un motore/dinamo (in corrente continua);
- un accumulatore, in genere composto da batterie al litio, oppure da supercondensatori o batterie a volano;
- un sistema di controllo che permette di gestire il funzionamento del dispositivo come motore oppure come dinamo a seconda delle necessità[1].

## Impieghi sportivi
Il KERS per uso automobilistico sportivo fu presentato per la prima volta a settembre 2008 durante la 1000 km di Silverstone, installato su un prototipo di Peugeot 908 HY (Hybrid) di classe LMP1; il veicolo non poté tuttavia gareggiare perché le norme dell'ACO non prevedevano tale fattispecie meccanica, e quindi non si potevano disciplinare prestazioni e punteggio.
L'esordio in una competizione motoristica ufficiale avvenne sulla KTM 125 FRR nel Motomondiale 2008.
L'utilizzo del KERS fu introdotto nel regolamento tecnico della Formula 1 a partire dalla stagione 2009. L'obiettivo è il miglioramento delle prestazioni energetiche delle monoposto da gara, ottenendo un duplice beneficio, prestazionale e ambientale: il regolamento consente il recupero di un massimo di 400 kJ erogabili con una potenza massima di 60 kW (pari a circa 80 cavalli). Viene lasciata la libertà di scelta fra un sistema ad accumulo di energia elettrica tramite supercondensatori e un altro, puramente meccanico, realizzato con un volano di dimensioni piuttosto contenute e rotante ad alto numero di giri, oltre 60.000 al minuto.
In occasione del Gran Premio di Ungheria 2009 la McLaren-Mercedes di Lewis Hamilton è entrata nella storia come prima vettura equipaggiata con il KERS a vincere una gara. Nel 2010 i team si sono accordati per sospendere l'utilizzo del KERS per i costi supplementari nella progettazione. In base al regolamento tecnico però il dispositivo era legale e fu reintrodotto nel 2011. Tuttavia la Williams, sempre intenzionata a sperimentare la versione meccanica, per motivi di alloggio si allineò alle altre squadre installando un KERS elettrico. Nel 2011 Adrian Newey sulla Red Bull sperimentò una geometria inedita delle batterie, collocando uno dei pacchetti elettrici nella scatola del cambio.
Tuttavia nonostante l'interesse della FIA per l'introduzione del KERS, nel 2012 la tecnologia fu considerata inefficiente e troppo costosa dai piccoli team che hanno continuato a farne a meno, muovendo aspre critiche nei confronti della FIA. In particolare, l'evento chiave che fece rinunciare del tutto a questa tecnologia fu l'incendio avvenuto al Gran Premio di Spagna 2012 nel box della Williams a causa del dispositivo montato sulla macchina di Sergio Perez.
Nel 2014 la Formula 1 revisionò la tecnologia, introducendo il più avanzato ERS (Energy Recovery System), che integra il recupero di energia sia cinetica che termica, migliorando l'efficienza complessiva delle power unit ibride. Nel 2026, con i nuovi regolamenti, sarà reintrodotto un sistema simile al KERS chiamato "override mode", che permetterà un incremento temporaneo di potenza, aumentando la velocità massima delle monoposto fino a 355 km/h.

## Impieghi nelle auto normali
Oltre all'impiego nelle competizioni, la tecnologia KERS ha trovato applicazione anche nelle auto stradali. La Ferrari ha sviluppato il sistema HY-KERS per i suoi modelli ibridi, combinando un motore elettrico con il tradizionale motore a combustione interna per migliorare le prestazioni e l'efficienza energetica. Mazda, invece, ha introdotto il sistema i-ELOOP, che utilizza un condensatore per immagazzinare l'energia recuperata durante la decelerazione, migliorando il consumo di carburante.